# Публий Корнелий Лентул Марцеллин (монетарий)
Пу́блий Корне́лий Ле́нтул Марцелли́н (лат. Publius Cornelius Lentulus Marcellinus; умер после 100 года до н. э.) — римский военный и политический деятель.

## Биография
Публий Корнелий Лентул Марцеллин был сыном Марка Клавдия Марцелла (легата в войсках Гая Мария и Луция Юлия Цезаря).
Был по завещанию усыновлён Публием Лентулом, сохранив при этом свой плебейский статус.
Обладал хорошими ораторскими способностями. Был женат на Корнелии, дочери Публия Корнелия Сципиона Назики Серапиона; имел от неё двух сыновей:
- Публия Корнелия Лентула Марцеллина;
- Гнея Корнелия Лентула Марцеллина[1][3][5].

Асс монетария Публия Корнелия Лентула Марцеллина
Около 100 года до н. э. Публий Корнелий занял должность монетария. На основании свидетельств кладов, а также того факта, что он чеканил асс унциального стандарта, он должен был занимать должность монетария вплоть до 88 года до н. э.
На всех известных монетах этого монетария указана надпись «LENT. MAR. F.» (NT, MAR — монограммой) (лат. Lentulus Marcelli filius); используются две серии знаков монетного двора:
- одинаковая латинская буква на аверсе и реверсе;
- одинаковая греческая буква на аверсе и реверсе.

Каждая серия монет подразделяется в зависимости от положения буквы на каждой стороне. В обоих случаях их обычно сопровождают от одной до трёх точек.
Трикветр (или трискелес), символ Сицилии, изображенный на реверсе монеты, указывает на завоевание Сиракуз Марком Клавдием Марцеллом в 212 году до н. э. во время Второй Пунической войны. После этого Сиракузы находились под патронажем Марцеллов и каждый год отмечали день рождения Марка Клавдия Марцелла.
Денарий монетария Публия Корнелия Лентула Марцеллина
На аверсе динариев Лентула Марцеллина изображен бюст Геркулеса, который встречается и на других денариях рода Корнелиев, напр., на монетах Публия Корнелия Лентула Спинтера около 74 года до н. э..
На реверсе монеты изображена богиня Рома, увенчанная Гением народа Рима. Подобное изображение используется и на более поздних монетах, отчеканенных Корнелиями, например, Лентулом Спинтером и Гнеем Корнелием Лентулом Марцеллином. Видимо, род Корнелиев оказывал особенное внимание культу Гения римского народа.
Первый выпуск денариев (слева) был отчеканен Публием Корнелием как ординарным монетарием монетного двора, которым он являлся вместе с коллегами Луцием Кассием Цекианом и Гаем Аллием Балой.
Денарий монетария Публия Корнелия Лентула Марцеллина
На втором денарии (см. справа) имеется легенда «P E. S. C.», расшифровывающаяся как «В интересах государства по постановлению сената» (лат. Publice Ex Senatus Consulto), что означает, что эти монеты были выпущены по специальному решению народного собрания, утвержденному сенатом.
Этот выпуск монет был произведен Лентулом Марцеллином в качестве специального монетария — вместе с Луцием Сентием, сыном Гая, Марком Сервилием, Публием Сервилием и Гаем Фунданием.